# دانغلو شيري
دانغلو شيري (بالإنجليزية: D'Angelo Cherry)‏ هو عداء سريع أمريكي، ولد في 1 أغسطس 1990 في بيلوكسي في الولايات المتحدة.

## وصلات خارجية
- دانغلو شيري على موقع الاتحاد الدولي لألعاب القوى (الإنجليزية)
- دانغلو شيري على موقع TFRRS.org (الإنجليزية)